# Tournepierre noir
Arenaria melanocephala
Espèce
Statut de conservation UICN

 LC  : Préoccupation mineure
Le Tournepierre noir (Arenaria melanocephala) est une espèce d'oiseaux de la famille des Scolopacidae.

## Description

plumage d'hiver (Californie)

Il mesure 22 à 25 cm et pèse 100 à 170 grammes. Il présente un plumage noir et blanc avec notamment le menton noir et une tache blanche de chaque côté du bec en plumage nuptial. Sa forme est identique à celle du tournepierre à collier.

## Comportement
Son plumage lui permet de se confondre avec la couleur sombre des rochers où il se nourrit et dort en compagnie d'autres oiseaux.

## Source
- Taylor D. (2006) Guide des limicoles d'Europe, d'Asie et d'Amérique du Nord. Delachaux & Niestlé, Paris, 224 p.

## Répartition

zone de nidification
voie migratoire
aire d'hivernage